# Windmühle Nordholz
Die Windmühle Nordholz, Mühlenweg 8a, in der niedersächsischen Gemeinde Wurster Nordseeküste, Ortsteil Nordholz, im Landkreis Cuxhaven, stammt aus der zweiten Hälfte des 19. Jahrhunderts.
Aktuell (2024) wird sie als Sommerhaus genutzt.
Das Gebäude steht unter Denkmalschutz (siehe auch Liste der Baudenkmale in Wurster Nordseeküste).

## Beschreibung
1863 brannte hier eine Windmühle ab.
Die Galerieholländer-Windmühle, 1863 oder 1875 neu gebaut für die Familie Vollmer, besteht aus:
- dem zweigeschossigen achteckigen Backstein-Sockel mit hölzernem Steinboden und Galerie,
- dem reetgedeckten dreigeschossigen Mühlenkörper mit Mehlboden, Hebeboden und Kappboden sowie mit vier Gängen zum Mahlen und Schroten,
- der drehbaren Kappe mit Flügeln und Windrose
- und einem seitlichen zweigeschossigen Backsteinanbau.[1]

Die Mühle blieb bis weit ins 20. Jahrhundert hinein im Familienbesitz. 1967 beschädigte ein Sturm das Gebäude, ein Abriss konnte vermieden werden durch eine Sanierung mit privaten Mitteln. 2002 mussten Kopf und Flügelkreuz erneuert werden und die Windrose steuert den Kopf wieder automatisch.
Das Landesdenkmalamt befand u. a.: „… ein orts- und landschaftsbildprägender Zeugniswert …“
Die Mühle ist die Station Nr. 20 auf der Niedersächsischen Mühlenstraße der Region zwischen Nordsee, Elbe und Weser.